# Lucio Tan

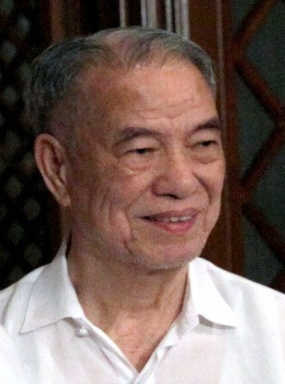
Lucio Tan, 2018

Lucio Tan (* 17. Juli 1934 in Amoy in der chinesischen Provinz Fujian, chin. 陳永栽) ist ein philippinischer Magnat und Unternehmer chinesischer Abstammung. Im Jahr 2008 war er mit einem Gesamtvermögen von 1,5 Milliarden US$ der zweitreichste Filipino. Auf der Forbes-Liste der reichsten Leute der Welt findet er sich im Jahr 2009 auf Platz 522 mit einem geschätzten Vermögen von 1,4 Milliarden US$. Mit der Lucio Tan Group of Companies kontrolliert er ein Konglomerat aus annähernd 300 Firmen.

## Frühe Jahre und Aufstieg
Tan (chin. 陳永栽) wurde am 17. Juli 1934 in Amoy (heute: Xiamen) in der Province Fujian in China als erstes von acht Kindern geboren. Als er vier Jahre alt war, siedelte die Familie im Zuge der japanischen Besatzung Chinas auf die Philippinen über. Dort studierte Lucio Tan an der Far Eastern University. Nach erfolgreichem Abschluss als Chemiker gründete er einen kleinen Elektronikladen und eine Maisstärke-Fabrik, scheiterte jedoch zunächst mit beidem. Noch im selben Jahr des Scheiterns gründete er Himmel Industries Inc., eine Chemieproduktions- und Handelsfirma. Mit gebrauchten Maschinen und instandgesetzten alten US-LKW erzielte Tan seine ersten unternehmerischen Erfolge.
In den späten 1950er Jahren arbeitete er schließlich in der Tabakindustrie. Im Auftrag seines Arbeitgebers war er in der Ilocos Provinz mit dem Ankauf von Tabak betraut. Infolge dieser Erfahrung gründete er im Jahr 1965 in einer kleinen Hütte in Marikina die Firma Fortune Tobacco. Nach anfänglichen Schwierigkeiten und großer Konkurrenz im umkämpften Tabakmarkt, florierte die Firma Anfang der 1970er Jahre und wurde ab den 1980er Jahren zum größten Zigarettenhersteller der Philippinen. Im Jahr 1996 kontrollierte Fortune Tobacco gar 75 % des heimischen Marktes.
Bereits Anfang der 1970er Jahre begann Lucio Tan seine Unternehmensbasis zu diversifizieren. Er gründete im Jahr 1970 die Firma Foremost Farms und stieg damit in die Schweinezucht sein. 1977 kauft er von der Regierung die zuvor bankrottgegangene General Bank and Trust Co. (Genbank) für nur 500.000 Pesos, die er dann in den Folgejahren unter dem Namen Allied Bank zu einer der 10 größten Banken der Philippinen aufbaute.
Ein Jahr später, 1978, kaufte Tan die Riverside Steel Inc., den philippinischen Zweig der japanischen Kawasaki Steel Corporation, und legte damit auch erfolgreiche Fundamente in der Bau- und Konstruktionsbranche.
1982 gründete Tan die Asia Brewery. Hier kam ihm eine Lockerung der staatlichen Regulierung zugute, die zuvor jegliche Neugründungen in der Brauereibranche untersagt hatte. Bis dahin war die San Miguel Corporation die einzige Brauerei des Landes gewesen. In diesem Zusammenhang wurden wieder Vorwürfe der Mauschelei laut, da Lucio Tan mit dem damaligen Präsidenten und Diktator Ferdinand Marcos bereits seit den frühen 60er Jahren gut befreundet war. Bereits in früheren Jahren gab es solche Vorwürfe, als der Firma Fortune Tobacco staatliche Steuererleichterungen zuteilwurden, die es Tans Firma ermöglichten, die Konkurrenz hinter sich zu lassen.
Im Jahr 1985 kaufte Lucio Tan das 500 Zimmer umfassende 5-Sterne-Hotel Century Park in Manila.
Im Mai 1988 folgte der Kauf der Tanduay Distillery, eines der führenden Rum-Produzenten der Philippinen.
Als 1992 die bis dahin staatliche Fluggesellschaft Philippine Airlines privatisiert wurde, sicherte sich Tan eine Mehrheit an der Gesellschaft, die es ihm später ermöglichte, die volle Kontrolle zu übernehmen.
1995 gründete Tan ein weiteres Unternehmen in der Luftfahrtbranche: die Macro Asia Corporation. Diese Holding-Gesellschaft ist mit weiteren Tochtergesellschaften in diversen Service-Bereichen des Luftfahrtsektors tätig, wie etwa Catering, Helikopter-Charter und Instandhaltung, darunter auch die Lufthansa-Technik Philippines, ein Joint-Venture der Lufthansa Technik AG und der Macro Asia Corporation.
Nach Privatisierung der Philippine National Bank (PNB) stieg Tan auch dort ein, und im Jahr 2000 wurde die Lucio Tan Group of Companies schließlich deren größter privater Anteilseigner. Im Februar 2013 erfolgte eine Fusionierung mit der ebenfalls zum Lucio-Tan-Imperium gehörenden Allied Bank.

## Verbindungen zum Marcos-Regime und zu Präsident Estrada
Lucio Tan und Ferdinand Marcos begegneten sich in den frühen 1960er Jahren zum ersten Mal, und bis in den frühen 70er Jahren entwickelte sich daraus eine enge Freundschaft, die auch fortwährte, als Marcos 1972 das Kriegsrecht über das Land verhängte. Wiederholt kamen Vorwürfe auf, dass Lucio Tans Firmen seitens der Regierung unlautere Vorteile zuteilwurden. Nach Marcos’ Entmachtung im Jahre 1986 wurden gar Behauptungen laut, dass Marcos selbst zu 60 % an Lucio Tans Firmengruppe beteiligt sei. Zudem soll Marcos jährlich 60–100 Millionen Pesos erhalten haben, als Gegenleistung für Gefälligkeiten und Erleichterungen gegenüber Tans Firmen. Im Zuge des Einfrierens sämtlicher Marcos-Vermögen nach dessen Absetzung wurden zunächst auch einige Firmen der Lucio-Tan-Gruppe vom Staat beschlagnahmt, darunter die Foremost Farms.
Auch werden Lucio Tan enge Verbindungen zu Joseph Estrada nachgesagt, welcher von 1998 bis 2001 Präsident der Philippinen war. Tan war einer der Hauptgeldgeber in Estradas Wahlkampf. Auf undurchsichtige Weise wurde in den Folgejahren eine staatliche Forderung über 26,5 Milliarden Pesos gegen Tans Firma Fortune Tobacco wegen Steuerhinterziehung aufgegeben. Estrada selbst wurde im Januar 2001 schließlich vom Präsidentenamt abgesetzt und am 7. September 2007 von einem Gericht der Korruption für schuldig befunden.
Die Anschuldigungen gegen Lucio Tan hingegen wurden nach langwährenden Gerichtsprozessen schließlich am 7. Dezember 2007 fallengelassen, da sich die erhobenen Vorwürfe nicht eindeutig nachweisen ließen.

## Privatleben
Lucio Tan ist verheiratet mit Ehefrau Carmen und Vater von sechs Kindern.